# Une femme disparaît
Une femme disparaît is een Zwitserse dramafilm uit 1944 onder regie van Jacques Feyder. Destijds werd de film uitgebracht onder de titel Verloren leven.

## Verhaal
Fanny Helder is een operazangeres op haar retour. Na haar zelfmoord kan de politie het lijk niet meteen identificeren. Er dienen zich verschillende mensen die beweren dat ze bekend waren met de zangeres.

## Rolverdeling
| Acteur          | Personage          |
| --------------- | ------------------ |
| Ettore Cella    | Binnenschipper     |
| Claude Dauphin  | Politiecommissaris |
| Thérèse Dorny   | Lucie              |
| Françoise Rosay | Fanny Helder       |
| Henri Guisol    | Arts               |
| Jean Nohain     | Commissaris        |
| Daniel Fillion  | Boer               |
| Yva Belle       | Boerin             |
| Claire Gérard   | Bediende           |
| Florence Lynn   | Lerares            |